# Parlagi ligetszépe
A parlagi ligetszépe vagy egyszerűen ligetszépe (Oenothera biennis) a ligetszépefélék (Onagraceae)  családjába tartozó, lágyszárú, kétnyári gyógynövény.
Népies nevei: ligetéke, rapontikagyökér, csészekürt, kecsketubák.

## Elterjedése, élőhelye
Gyakori növény. Útszéleken, ugarokon, rézsűk mentén, mindenféle talajban megél. Csaknem világszerte elterjedt. Eredeti hazája Észak-Amerika, Európába kereskedelmi hajókon szállítva jutott el. 
Több faja mint kerti dísznövény, már a 17. század eleje óta megtalálható Európában, így Magyarországon is.

## Megjelenése
1-1,5 méteresre is megnövő, kétnyári növény. Az első évben csak tőlevélrózsát fejleszt, a második évben hozza virágait. Június-szeptember folyamán virágzik, termése négykopácsú tok. Virágai nagyok, éjjel nyílnak, a csészelevélből négy többnyire sárga szirom, és nyolc porzó, bibéje négy metszetű, magháza alsó állású, a vacok csöve a magház felett nyélszerűen folytatódik. Levelei lándzsásak, erősen fogazottak, váltakozó állásúak.
Gyökere mélyre hatoló, húsos, fehéres színű, a tetején lilás árnyalattal.

## Hatóanyagai
Esszenciális zsírsav-tartalmú olajok (gamma-linolénsav), keményítő, fehérjeanyagok. A magból nyert olajban található γ-linolénsav, olajsav- és palmitinsav-trigliceridek az emberi szervezet számára létfontosságú prosztaglandin prekurzora.

## Gyógyhatásai
Diétázás nélkül is csökkenti a testsúlyt, normalizálja a vérnyomást, mérsékli az ízületi gyulladást, lassítja a sclerosis multiplex előrehaladását, enyhíti a másnaposságot.Segíti a bőr megújulási folyamatát. Enyhíti a menstruációs panaszokat. Szerepet játszik a vér koleszterinszintjének csökkentésében. A kozmetikaipar a száraz, gyulladt bőr ápolására alkalmazható szereket készít belőle. Gamma-linolénsav tartalma miatt az ekcéma kiegészítő kezelésére használják. Magjából olajat sajtolnak. Gyógynövényboltokban beszerezhető a ligetszépe kapszula. Mellékhatása nem ismert.

## Képgaléria

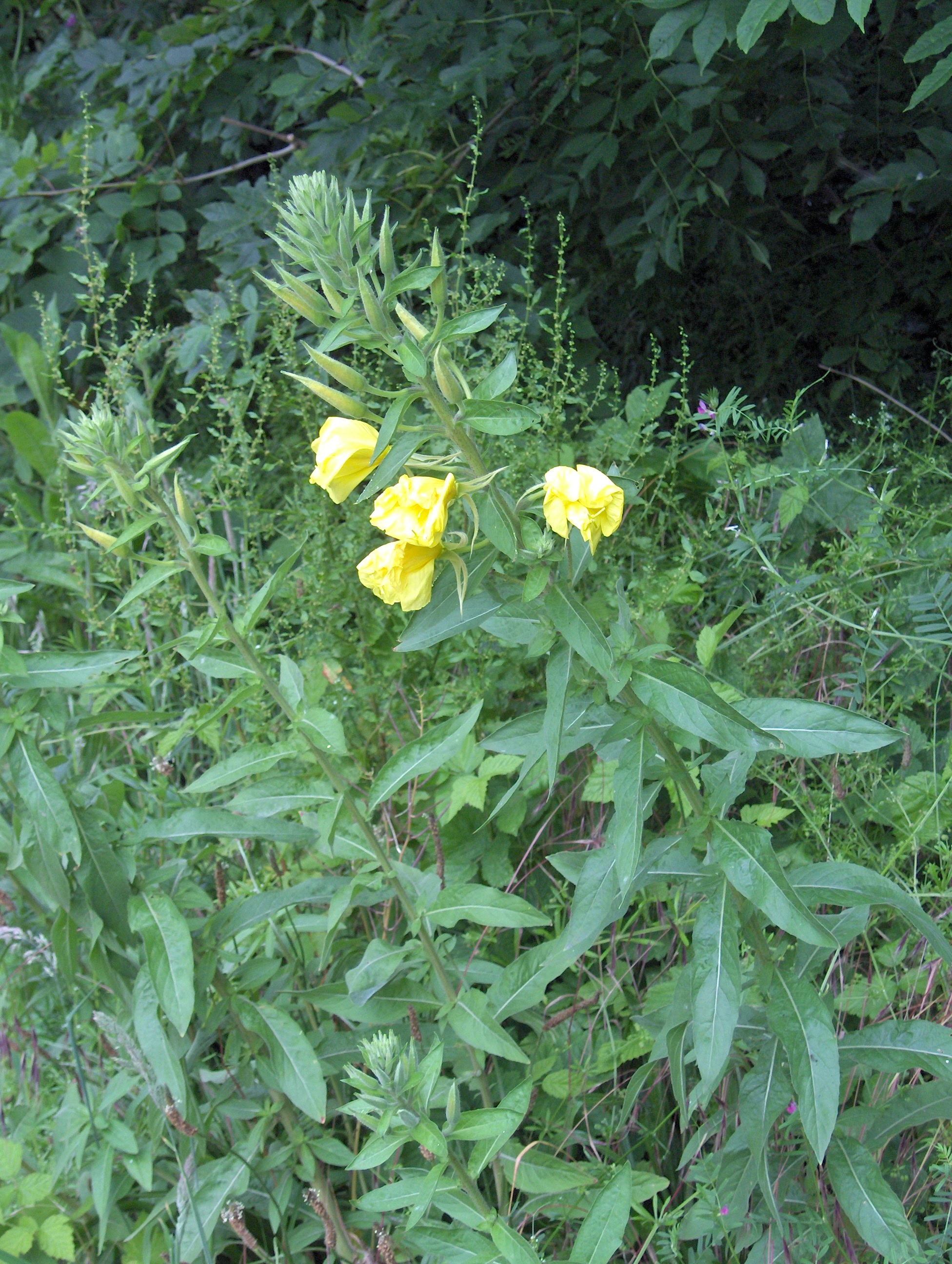
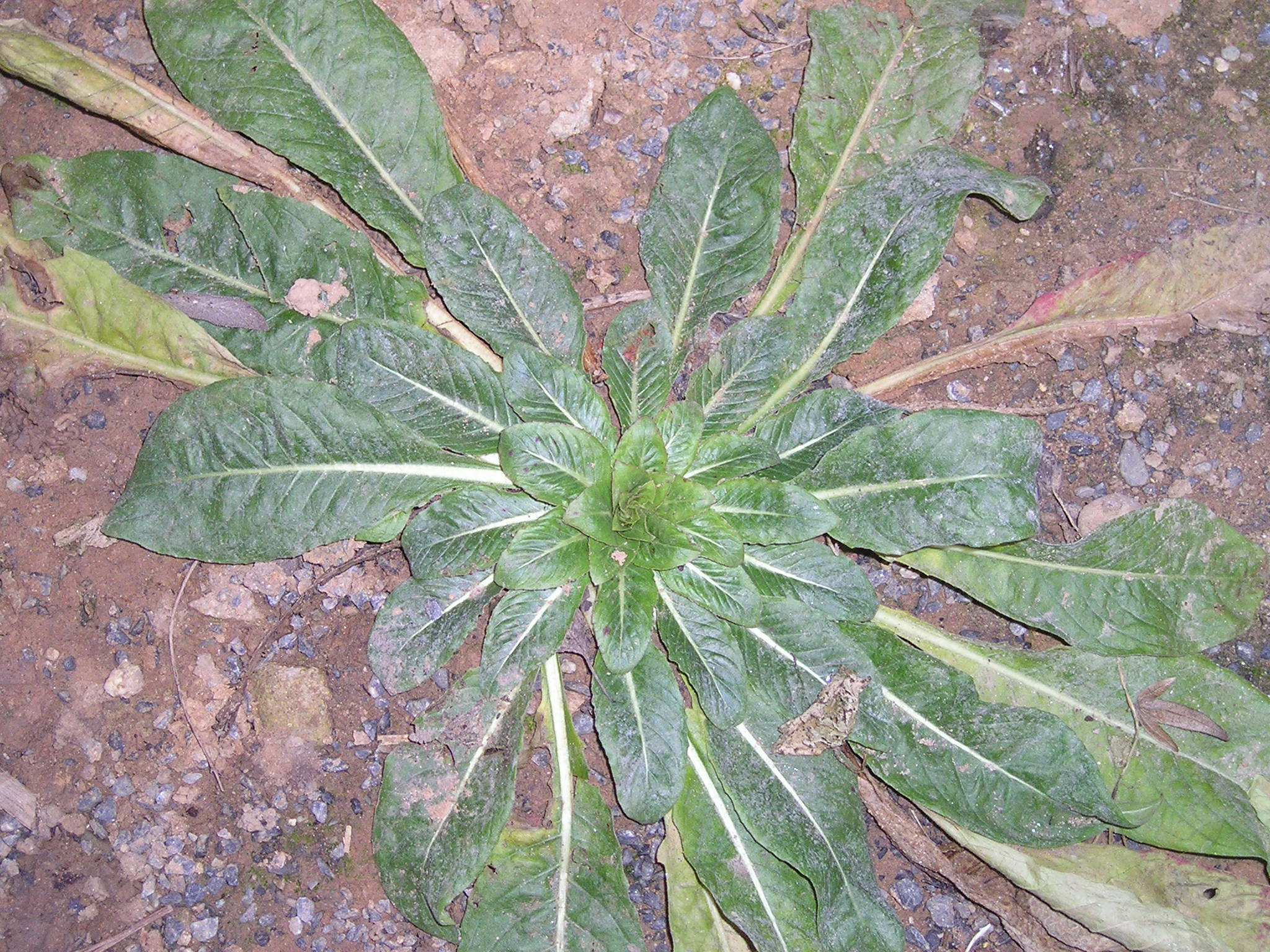
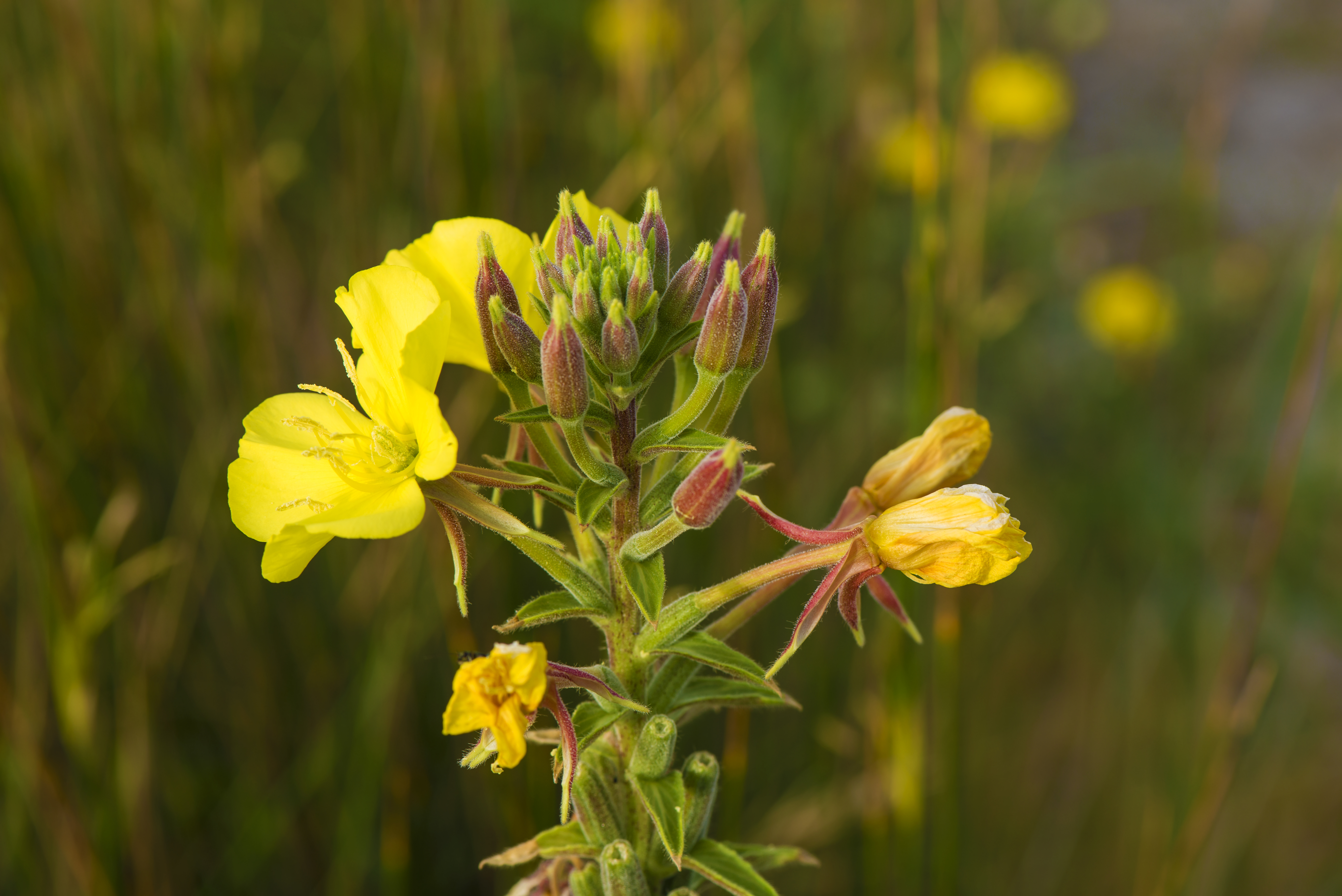
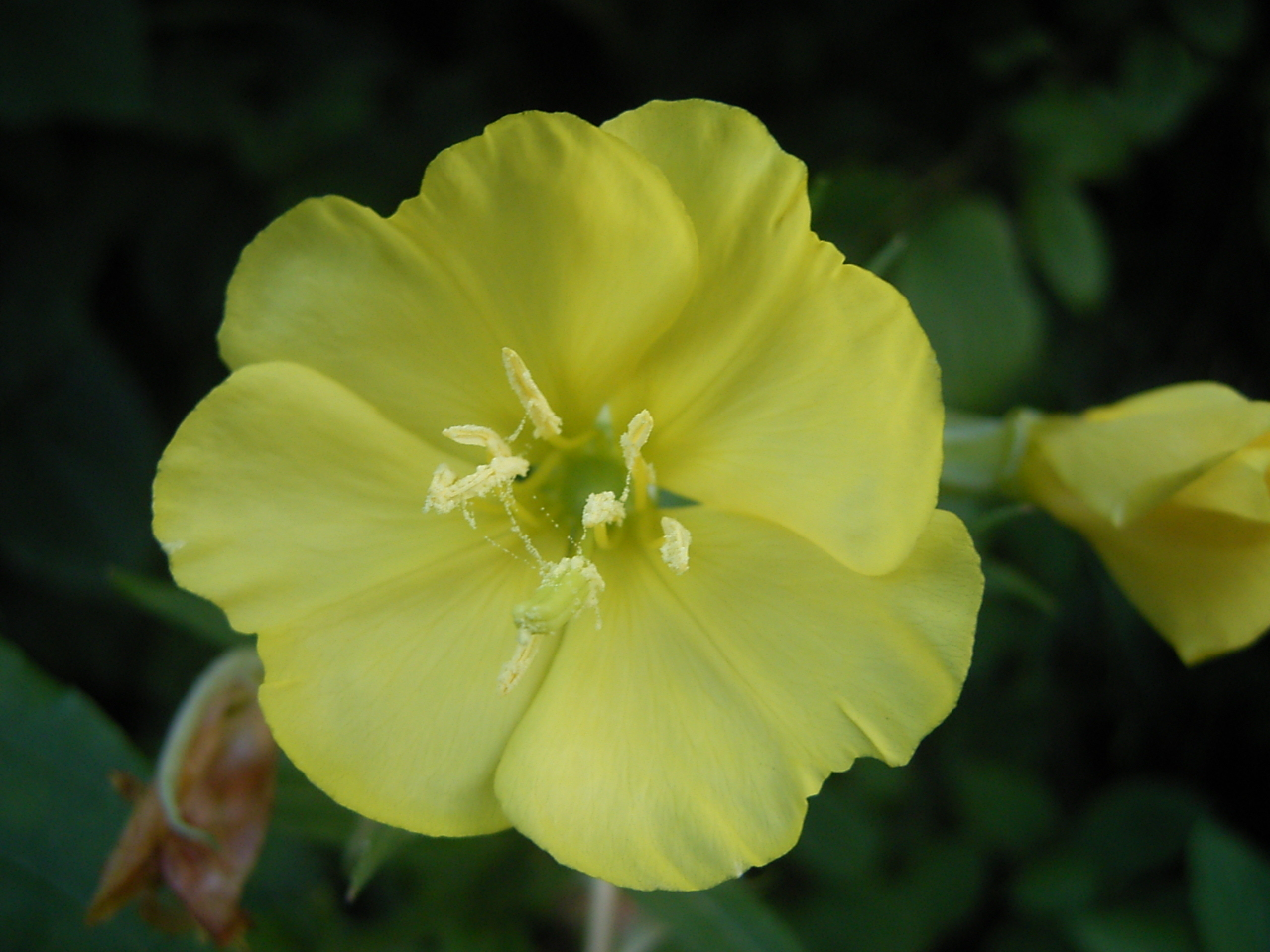
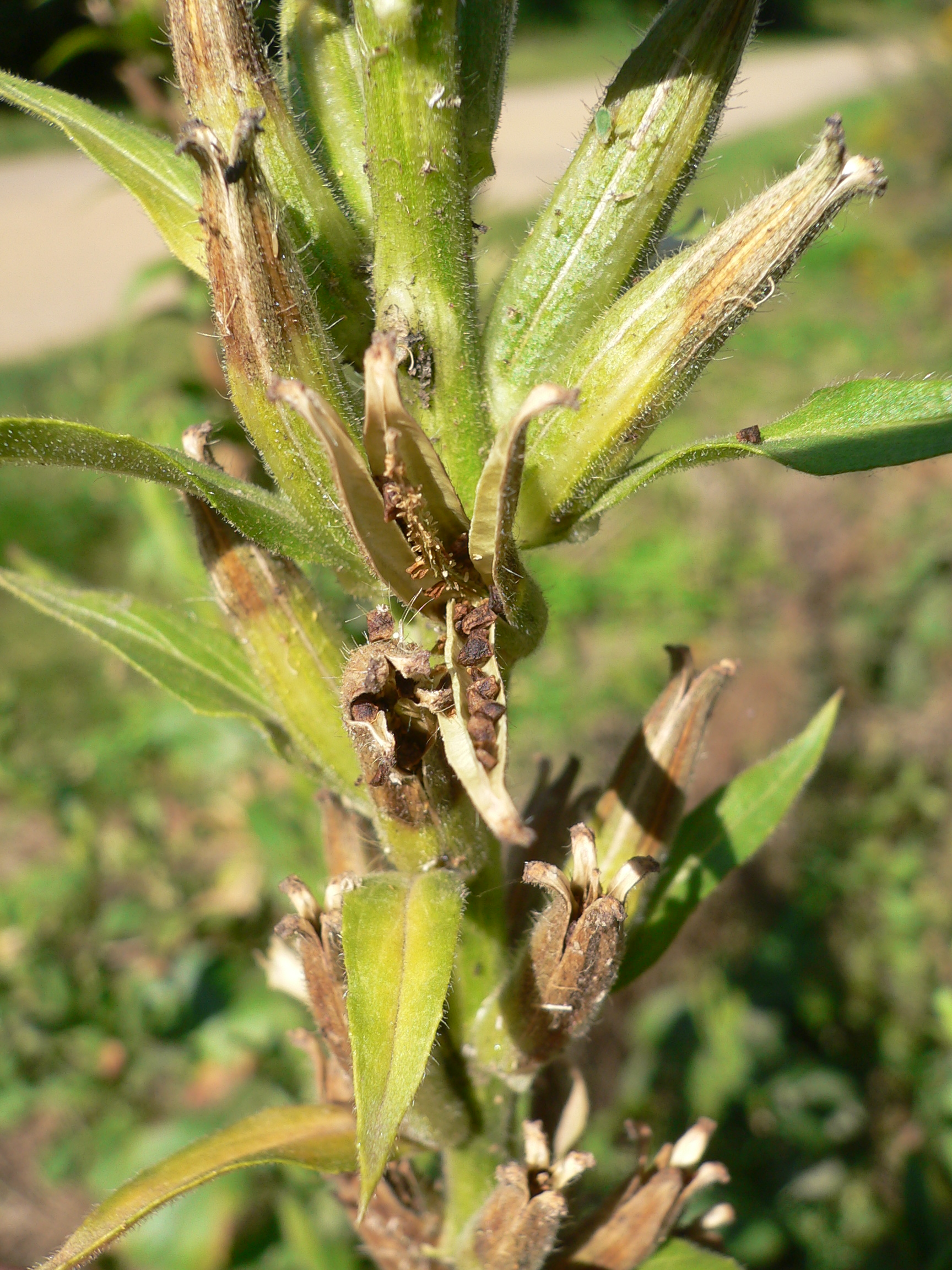
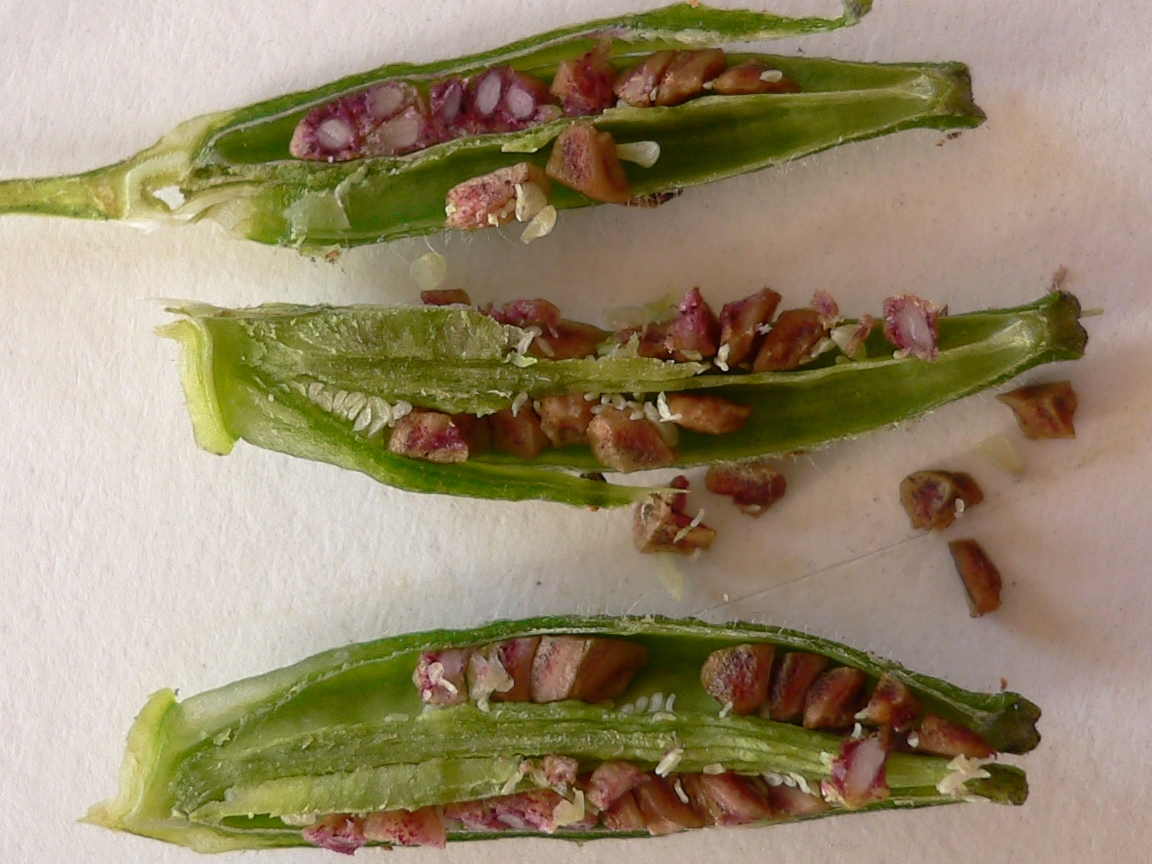